# Con Meijer
Johan Christinus Conny (Con) Meijer (Tilburg, 5 oktober 1948 – Den Haag, 9 oktober 1998) was een Nederlands acteur. Hij studeerde twee jaar aan de Toneelacademie in Maastricht en werkte vervolgens aan veel televisie- en radioprogramma's mee, onder andere als stemacteur.
Hij is vooral bekend van kleine rollen in televisieseries, onder meer als agent Zaaiksnor in het programma Verona van Henk Spaan en Harry Vermeegen.

## Persoonlijk
Meijer was de zoon van Paul Meijer en Riet Wieland Los. Hij overleed vier dagen na zijn vijftigste verjaardag.